# Arturo Zaldívar Lelo de Larrea
Pour les articles homonymes, voir Zaldívar (homonymie), Lelo (homonymie) et Larrea (homonymie).
Arturo Zaldívar Lelo de Larrea, né en 1959 à Santiago de Querétaro) est un avocat et juriste mexicain. Il est depuis décembre 2009, ministre de la Cour suprême de justice, qu'il préside de 2019 à 2022.

## Carrière
Originaire de la capitale de l'État de Querétaro, il obtient en 1983 son diplôme d'avocat à l'École libre de droit (établissement universitaire privé situé à Mexico), puis son doctorat en droit à l'université nationale autonome du Mexique.
Il se voue ensuite à l'enseignement, donnant, comme chargé de cours et professeur titulaire, des cours de droit constitutionnel, de droit procédural constitutionnel et de droits de l'homme, tant à l'université nationale autonome de Mexico qu'à l'École libre de droit et à l'université panaméricaine. Parallèlement, à partir de 1985 et jusqu'à sa désignation comme ministre de la Cour suprême, il déploie aussi une activité d'avocat.
Il participe à la rédaction du projet de loi d'amparo, au titre de membre de la Commission créée à cet effet par la Cour suprême de Justice en 1999,.
Il fonde l'Institut mexicain de droit procédural constitutionnel et est membre de divers organismes de développement et de recherche en droit procédural constitutionnel.
En novembre 2009, il est proposé par le président Felipe Calderón au poste de ministre (juge) de la Cour suprême de justice en remplacement de Genaro Góngora Pimentel, qui s'apprêtait à partir à la retraite ; l'emportant face à ses deux compétiteurs, Jorge Adame Goddard et Eduardo Ferrer MacGregor. Le 1er décembre suivant, il est élu par le Sénat. De janvier 2019 à décembre 2022, il est président de la Cour suprême.

## Publications
- Zaldívar Lelo de Larrea, Arturo (2002). Hacia una nueva ley de Amparo. México: Universidad Nacional Autónoma de México.  (ISBN 9703200400). http://www.bibliojuridica.org/libros/libro.htm?l=297.

- Zaldívar Lelo de Larrea, Arturo (2008). La ciencia del Derecho Procesal Constitucional. Estudios en homenaje a Héctor Fix Zamudio en sus cincuenta años como investigador del derecho. (XII Tomos). Coordinador junto con Ferrer McGregor, Eduardo. México: Instituto de Investigaciones Jurídicas de la Universidad Nacional Autónoma de México.  (ISBN 9789703253753).